# Young Guns
Young Guns (Demasiado jóvenes para morir en Hispanoamérica y Arma joven en España) es una película estadounidense de 1988, del género western, dirigida por Christopher Cain, protagonizada por Emilio Estévez, Kiefer Sutherland, Lou Diamond Phillips, Charlie Sheen, Dermot Mulroney y Casey Siemaszko en los papeles principales.
Es un recuento de forma ficticia de las aventuras de Billy The Kid (Emilio Estévez) durante la guerra del condado de Lincoln, que tuvo lugar en Nuevo México durante 1877-1878. 

## Argumento
John Tunstall, un educado hombre inglés y ganadero del condado de Lincoln, Nuevo México, contrata a jóvenes pistoleros caprichosos para que vivan y trabajen en su hacienda. La hacienda de Tunstall está en seria competencia con otro ganadero llamado Murphy, y sus hombres tienen un conflicto a nivel regional. Uno de los reclutados era Billy, sin embargo las tensiones entre los grupos se intensifican cuando Tunstall es asesinado por gente contratada por Murphy. Billy, Doc, Chávez, Dick, Dirty Steve y Charlie piden consejo a su abogado y amigo Alex, quien se las arregla para darles el poder de arrestar a los asesinos contratados por Murphy.
Billy rápidamente desafía la autoridad de Dick como líder del grupo, jurando venganza contra Murphy y los responsables por la muerte de Tunstall. Los hombres se llaman a sí mismos "Los reguladores" y comienzan a matar a la mayoría de los hombres que tenían como objetivo arrestar, muchos de ellos por el mismo Billy. "Los reguladores" pierden su autoridad policial, enterándose de ello por medio de un periódico. El mismo periódico confunde a Dick por Billy, mostrando una foto de Dick con el lema "Billy The Kid", un sobrenombre al cual Billy le toma un gusto enorme. Mientras las autoridades locales comenzaron la búsqueda de Billy y los "Reguladores", estos deciden terminar la lista de arrestos que se les dio. El último es arrinconado en una casa de campo comenzando un tiroteo muy intenso que termina con la muerte de Dick. Es entonces cuando Billy se designa a sí mismo como el nuevo líder del grupo. La banda se vuelve famosa y el ejército de Estados Unidos se une.
"Los Reguladores" eluden a los buscadores por un tiempo pero son acorralados mientras están en la casa de su amigo Alex en la calle principal de Lincoln, Nuevo México. El tiroteo comienza cuando las autoridades entran en la casa. Un alto al fuego se produce durante la noche, pero la pelea continúa la mañana siguiente cuando el ejército, acompañado por Murphy, llega. Prenden fuego a la casa mientras Chávez se escabulle por la parte trasera de la casa, pareciendo desertar de la banda. Cuando la casa comienza a quemarse, los hombres salen con un plan de escape. Comienzan tirando las posesiones de Alex por las ventanas del segundo piso. Billy se coloca dentro de un gran baúl, y cuando aterriza fuera, toma a sus oponentes por sorpresa saliendo y abriendo fuego inmediatamente.
Casi al mismo tiempo, Doc toma el camino de las escaleras que llevaba al exterior, descargando su artillería. Es seguido por Charlie y Steve. Cuando todos llegan al frente, Billy recibe dos disparos en sus brazos. Charlie reta al cazarrecompensas John Kinney, con un fuego cruzado y ambos mueren. Chávez toma al ejército por sorpresa, pues llega montando un caballo y trayendo dos más con él. Entra por atrás y salta por la barricada para dárselos a "Los reguladores" supervivientes. Billy monta en uno, mientras Doc toma el otro. En ese momento una bala impacta a Doc mientras su novia grita y va por ella, escapando rápidamente. Chávez trata de subir a Steve en el caballo, pero es herido y cae al suelo. Steve lo ayuda a montar de nuevo y manda al caballo a correr quedándose sin armas y sin medio de escape. Recibe múltiples balas y cae muerto en un charco sucio. Alex alienta a los muchachos mientras escapan pero el ejército le dispara con una ametralladora y muere. Murphy entonces comienza a gritar que persiguieran a "Los reguladores", sin embargo, Billy regresa por un momento para decirle a Murphy "Coséchalo Murphy, hijo de perra" y para meterle una bala entre los ojos.
La escena final es la voz de Doc como fondo explicando qué pasó con "Los Reguladores" supervivientes. Diciendo que Chávez encontró trabajo en una granja en California; que Doc se fue al este, a Nueva York, y se casó con la chica china que salvó de Murphy; y que Billy continuó cabalgando hasta que fue muerto por Patrick Garret, y que fue enterrado junto a Charlie Bowdre en el Fuerte Sumner, donde su lápida fue visitada por un extraño en la noche que talló un epitafio en la piedra que decía: "Amigos".

## Reparto
- Emilio Estévez como Billy the Kid.
- Kiefer Sutherland como Josiah Gordon Doc Scurlock.
- Lou Diamond Phillips como José Chávez y Chávez.
- Charlie Sheen como Richard Dick Brewer.
- Dermot Mulroney como Dirty Steve Stephens.
- Casey Siemaszko como Charlie Bowdre.
- Terence Stamp como John Tunstall.
- Jack Palance como Lawrence G. Murphy.
- Terry O'Quinn como Alexander McSween.
- Sharon Thomas Cain como Susan McSween.
- Geoffrey Blake como J. McCloskey.
- Alice Carter como Yen Sun.
- Brian Keith como Buckshot Roberts.
- Tom Callaway como Texas Joe Grant.
- Patrick Wayne como Pat Garrett.
- Lisa Banes como Mallory.
- Sam Gauny como Morton.
- Cody Palance como Baker.
- Gadeek como Henry Hill.
- Victor Izay como Justice Wilson.
- Allen Robert Keller como John Kinney.
- Craig M. Erickson como el sheriff George Peppin.
- Jeremy H. Lepard como Jimmy Dolan.
- Danny Kamin como el sheriff Brady.
- Richela Renkun como la chica del bar.
- Pat Finn-Lee  como Janey.
- Gary Kanin como el coronel Nathan Dudley.
- Forrest Broadley como Rynerson.
- Alan Tobin como el camarero.
- Joey Hamlin como Hindman, el diputado.
- Loyd Lee Brown como el soldado.
- Elena Parres como la madre de Manuela.
- Tomas Moore como un pueblerino.
- Lee Sollenberger como un regulador en el baile.

## Doblaje
| Personaje                | Actor original       | Actor de doblaje   |
| ------------------------ | -------------------- | ------------------ |
| William H. Bonney        | Emilio Estévez       | Javier Pontón      |
| Josiah Gordon            | Kiefer Sutherland    | René García        |
| Richard 'Dick' Brewer    | Charlie Sheen        | Enrique Mederos    |
| 'José' Chávez y Chávez   | Lou Diamond Phillips | Sergio Zaldívar    |
| Charles 'Charley' Bowdre | Casey Siemaszko      | Irwin Daayán       |
| Dirty Steve Stephens     | Dermot Mulroney      | Roberto Alexander  |
| John Tunstall            | Terence Stamp        | Gerardo Reyero     |
| Lawrence G. Murphy       | Jack Palance         | Rubén Moya         |
| Alex McSween             | Terry O'Quinn        | Paco Mauri         |
| Wilson                   | Víctor Izay          | César Árias        |
| Buckshot Roberts         | Brian Keith          | Jorge Santos       |
| Nathan Dudley            | Gary Kanin           | Humberto Solórzano |
| Alguacil Brady           | Danny Kamin          | Gabriel Pingarrón  |
| Insertos                 | N/D                  | Gabriel Pingarrón  |

## Producción
La película fue rodada entre febrero y marzo de 1988. Se filmó en diversos puntos de Arizona como el Desierto de Sonora y Nuevo México. En concreto se rodó en Arizona en Old Tucson en Tucson y en Nuevo México se rodó en Los Cerrillos al igual que en Ojos Calientes y Galisteo o Tesuque Pueblo así como en Santa Fe, en concreto en Bonanza Creek Ranch y en el Rancho de las Golondrinas.
Al principio fue James Horner, el que escribió la partitura de la película pero fue rechazada por tener demasiado tono irlandés, algo que los productores y el director Christopher Cain no querían, ya que querían una música de western más tradicional. Por ello, al final, la banda sonora fue compuesta por Brian Banks y Anthony Marinelli.

## Recepción
La película fue un gran éxito en taquilla. Gracias a ello tuvo una secuela, Young Guns II de 1990.